# Высокое (Томская область)
Высо́кое — село в Зырянском районе Томской области, Россия. Административный центр Высоковского сельского поселения.

## География
Село располагается на юге Зырянского района, недалеко от административной границы с Кемеровской областью. Южнее Высокого протекает река Кубидат, в которую с противоположной от села стороны впадает речка Штыра. Через Высокое проходит дорога, ответвляющаяся в районе Богословки от трассы Зырянское — Тегульдет.

## Население
| 2002 | 2010 | 2012 | 2013 | 2014 | 2015 | 2016 |
| ---- | ---- | ---- | ---- | ---- | ---- | ---- |
| 543  | ↘482 | ↘472 | ↗478 | ↘471 | ↗474 | ↗475 |
| 2021 |      |      |      |      |      |      |
| ↘458 |      |      |      |      |      |      |

## Социальная сфера и экономика
В посёлке есть фельдшерско-акушерский пункт, средняя общеобразовательная школа, Дом культуры и библиотека.
Основа местной экономической жизни — сельское хозяйство и розничная торговля.